# Mirjam Weichselbraun
Mirjam Weichselbraun (Innsbruck, Austrija, 27. rujna 1981.) je austrijska glumica i televizijska voditeljica.

## Karijera
Prvo iskustvo je stekla 1999. kada je počela raditi na lokalnoj radio postaji "Antenne Tirol", a samo dvije godine poslije, dakle 2001. pojavila se prvi put pred velikim ekranima pojavila u emisiji "Das Magazin" na televizijskom programu TV Tirol. Također je intervjuirala poznate glazbenike poput Jon Bon Jovija i članove grupe Nickelback. Godine 2007. ostvarila je zapaženu ulogu u filmu Die Rosenkönigin te također u epizodi serije Die ProSieben Märchenstunde. 

## Osobni život
Weichselbraun ima sestru blizanku, Melanie Binder. Njeni su se roditelji vjenčali vrlo kasno, stoga je njena sestra Melanie uzela očevo, a Mirjam majčino prezime. Dvije godine bila je u vezi s austrijskim pop pjevačem Maruqueom. Također je bila u vezi s televizjskim voditeljem Jahnom Hahnom, ali su prekinuli. Od 2013. godine u vezi je s Benom Mawsonom, menadžerom Lane Del Rey. S njim ima jednu kćer.

## Nagrade
- 2012. - Romy nagrada za najbolju voditeljicu

## Filmografija
- 2007. - Die Rosenkönigin
- 2007. - Märchenstunde
- 2008. - H3 – Halloween Horror Hostel
- 2009. - Hangtime
- 2009. - Manche mögen's heiß
- 2013. - Žena u meni

## Vanjske poveznice
- Mirjam Weichselbraun u internetskoj bazi filmova IMDb-u (engl.)